# Emmy Worm-Müller
Emmy Worm-Müller, född Emmy Helene Hornemann 3 maj 1875 i Strinda, Sør-Trøndelag, död 23 augusti 1950, var en norsk skådespelare.
Worm-Müller var gift med journalisten Jacob Worm Müller (1866–1911). Tillsammans fick de döttrarna Helene Ulrikke Amalie Hornemann Worm-Müller och Anna Maria Hornemann Worm-Müller.
Emmy Worm-Müller medverkade i några av de allra tidigaste norska stumfilmerna. Hon debuterade 1911 i Fattigdommens forbandelse och kom därefter att sporadiskt medverka i filmer fram till 1940-talet. Hon gjorde sin sista filmroll 1942 i Rasmus Breisteins Nordlandets våghals. Därutöver var hon teaterskådespelare med engagemang vid Det Nye Teater och Trøndelag Teater.

## Filmografi
- 1911 – Fattigdommens forbandelse
- 1911 – Bondefangeri i Vaterland
- 1912 – Hemmeligheden
- 1924 – Til sæters
- 1927 – Sju dagar för Elisabeth
- 1933 – En stille flirt
- 1938 – Bør Børson jr.
- 1939 – De värnlösa
- 1942 – Nordlandets våghals